# Columbus IT
Columbus IT — міжнародна компанія, яка працює в області ІТ-консалтингу, постачальник консультаційних послуг та рішень для автоматизації бізнесу компаній малого та середнього сегмента ринку. Компанія займається впровадженням систем управління ресурсами підприємства (ERP), бізнес-аналітики (BI) і відносинами з клієнтами (CRM).

## Історія компанії
- 1989 — в Данії Майклом Габо засновано компанію, вона вийшла на ринок з бізнес-застосунком на базі системи Concorde Finance
- 1991 — отримано статус авторизованого центру за системою Concorde XAL
- 1992 — вихід на міжнародні ринки (Польща, Латвія)
- 1994 — заснування представництв компанії на західних та східноєвропейських ринках
- 1995 — підрозділи засновані в Норвегії, Німеччині, Естонії та Литві.
- 1997 — представництва у Великій Британії, Австрії, Чехії та Росії, Нідерландах, Угорщині, Сінгапурі
- 1998 — представництва у Франції та США
- 1999 — представництва в Швейцарії та Іспанії
- 2000 — представництва в Коста-Риці та Колумбії, укладено партнерську угоду з компанією Navision Software
- 2001 — в Columbus IT Partner запущена глобальна інтернет-система Compass
- 2003 — придбання данської компанії Hands
- 2004 — відкриті підрозділи в Казахстані і Україні; компанія Consolidated Holdings придбала 33 % всіх акцій Columbus IT
- 2005 — придбання у міноритарних акціонерів пакетів акцій американського та російського підрозділів; президентом компанії стає Владислав Мартинов. 2005 року Microsoft надала Columbus IT звання Global «Партнер року».
- 2006 — Владислав Мартинов залишає пост президента Columbus IT